# 戚氏街道
戚氏街道，是中华人民共和国陕西省汉中市洋县下辖的一个街道办事处。
2015年，陕西省民政厅批复同意撤销戚氏镇，设立戚氏街道办事处。

## 行政区划
戚氏街道下辖以下地区：
竹园村、五郎庙村、全家沟村、朱家村、张家沟村、后村、戚氏村、七眼泉村、魏家庙村、潘家村、下赵村、上赵村、山后村、陶岭村、龙王沟村、太师坟村、邓家庙村和石羊村。